# Volt Italia

Karte der anderen Verbände von Volt Europa

Volt Italia (deutsch Volt Italien) ist eine progressive und euroföderalistische Partei in Italien. Sie ist ein Ableger von Volt Europa und wurde 2018 gegründet. An der Europawahl 2019 konnte Volt nicht teilnehmen und scheiterte an den benötigten 150.000 notariell beglaubigten Unterstützer-Unterschriften. Seither tritt die Partei bei kommunalen und regionalen Wahlen an und errang dabei einige Mandate.

## Geschichte
Volt Italia wurde als 5. nationaler Ableger von Volt Europa im Juli 2018 offiziell als Partei registriert. Ziel war eine Teilnahme an der Europawahl 2019, wozu die Partei in ganz Italien, aber auch im europäischen Ausland Unterschriften sammelte. Volt scheiterte jedoch an der Hürde 150.000 notariell beglaubigte Unterstützer-Unterschriften zu sammeln.
Im Januar 2020 trat Volt erstmals bei einer Wahl in Italien an und verfehlte den Einzug in den Regionalrat.
Die Partei engagierte sich gegen das Verfassungsreferendum 2020 zur Verkleinerung des italienischen Parlements und Senat, das später angenommen wurde. Um die damit verbundene Sperrklausel erreichen zu können, gab Volt an, offen gegenüber der Zusammenarbeit mit anderen sozialen und liberalen Kräften zu sein.
Im März 2021 lehnte Volt Italien ab, im Rahmen des Aufrufs „Jetzt kann es losgehen, für ein neues reformistisches und liberal-demokratisches Bündnis“ Teil eines neuen linken Bündnisses zu werden und verwies dabei auf den besonderen Charakter als europäische Partei. Eine Fusion mit anderen Parteien auf nationaler Ebene wäre nicht damit vereinbar, dass man sich grenzübergreifend als eine Partei verstehen würde, die überall für die gleichen Inhalte vertritt, für Kooperationensei Volt jedoch wie bisher weiterhin offen. Daneben kritisierte Volt, dass sich Parteien weniger als Gegenpol verstehen sollten, sondern ihre Aufgabe darin sehen sollten, Lösungen für Probleme zu entwickeln und anzubieten.
Ebenfalls im März 2021 startete die Partei die Kampagne „Ich lebe, ich arbeite, ich wähle“, mit der sie sich für das Wahlrecht von nicht EU-Bürgern bei Kommunalwahlen einsetzt, da die bisherige Regelung einen Großteil der Bevölkerung von politischer Teilhabe ausschließen würde.
Die Partei unterstützt die Referenden über die Legalisierung von Cannabis und Sterbehilfe, die 2022 abgehalten werden sollen.
Seit dem 6. April 2022 ist Volt Italien Mitglied der Europäischen Bewegung Italien.

## Wahlen
Regional- und Kommunalwahlen 2020
Bei den Regionalwahlen in der Emilia-Romagna trat Volt erstmals zu einer Wahl in Italien an. Inhaltliche Schwerpunkte des Wahlkampfs bildeten Gesundheit, soziale Gerechtigkeit und wirtschaftliche Entwicklung. Zu den Forderungen während des Wahlkampfs gehörte dabei unter anderem die Einführung von Umwelt- und Sozialanforderungen bei öffentlichen Ausschreibungen und die Einführung von Konsultationstischen zwischen Schulen, Universitäten und Unternehmen. Die Partei erreichte 0,43 % und verfehlte damit den Einzug in den Regionalrat.
Im September trat Volt bei den Regionalwahlen in Apulien, Toskana und Venetien, so wie bei den Kommunalwahlen in Bozen, Cascina, Mantua, Matera, Senigallia, Trient, Venedig und Voghera auf gemeinsamen Koalitionslisten an.
Die Partei erreichte ein Mandat in Mantua und 4 in Matera.
Im Mai 2022 wechselte eine Stadträtin in Matera zu Volt.
Kommunalwahlen 2021
Im Oktober 2021 nahm Volt an den Kommunalwahlen in Turin, Mailand, Triest, Bologna, Rom, Varese, Isernia, Sesto Fiorentino, Pavullo nel Frignano, Roseto degli Abruzzi und Bettona an. Die Partei gewann dabei 4 Sitze in Isernia, und jeweils einen Sitz in Rom und Roseto degli Abruzzi. In weiteren Städten konnten zwar Sitze für gemeinsame Listen gewonnen werden, jedoch keine für Volt. Ihr mit Abstand bestes Ergebnis erreichte die Partei mit 6,58 % in Isernia. Dabei setzte die Partei Schwerpunkte bei den Themen Mobilität und Umwelt, Wohnungspolitik und junge Menschen, so wie Unternehmertum. Nach der Kommunalwahl wurde Federica Vinci, Vorsitzende von Italien, zur stellvertretenden Bürgermeisterin Isernias.
Kommunalwahlen 2022
Im Juni 2022 nahm die Partei an den Kommunalwahlen in Monza, Lissone, Verona, Parma, Messina, Padua, Como, Catanzaro, Castiglione delle Stiviere, Lucca, Carrara, Leverano, Marcon, Palermo und Genua teil. Volt gewann jeweils ein Mandat in Verona, Genua, Leverano und Castiglione delle Stiviere. In weiteren Städten konnten gemeinsame Listen mit anderen Parteien Sitze gewinnen, jedoch entfielen keine weiteren auf Volt.
Parlamentswahlen 2022
Volt trat den Parlamentswahlen Italien 2022 als Teil der Mitte-links Koalition an.